# Rejowiec Fabryczny
Rejowiec Fabryczny (1954-57 gromada Morawinek) – miasto w województwie lubelskim, w powiecie chełmskim, siedziba gminy wiejskiej Rejowiec Fabryczny.
W latach 1975–1998 miasto administracyjnie należało do województwa chełmskiego. Istnieje rzymskokatolicka parafia Podwyższenia Krzyża Świętego.
Ma powierzchnię 14 km². Według danych GUS z 31 grudnia 2019 r. Rejowiec Fabryczny liczył 4386 mieszkańców.
Rejowiec Fabryczny powstał w 1958 r. z obszaru gromady Morawinek, otrzymując status osiedla. Prawa miejskie otrzymał w 1962 r..
Miasto leży w obrębie Pagórów Chełmskich, na terenie stanowiącym w XVIII w. ziemię chełmską.

## Transport

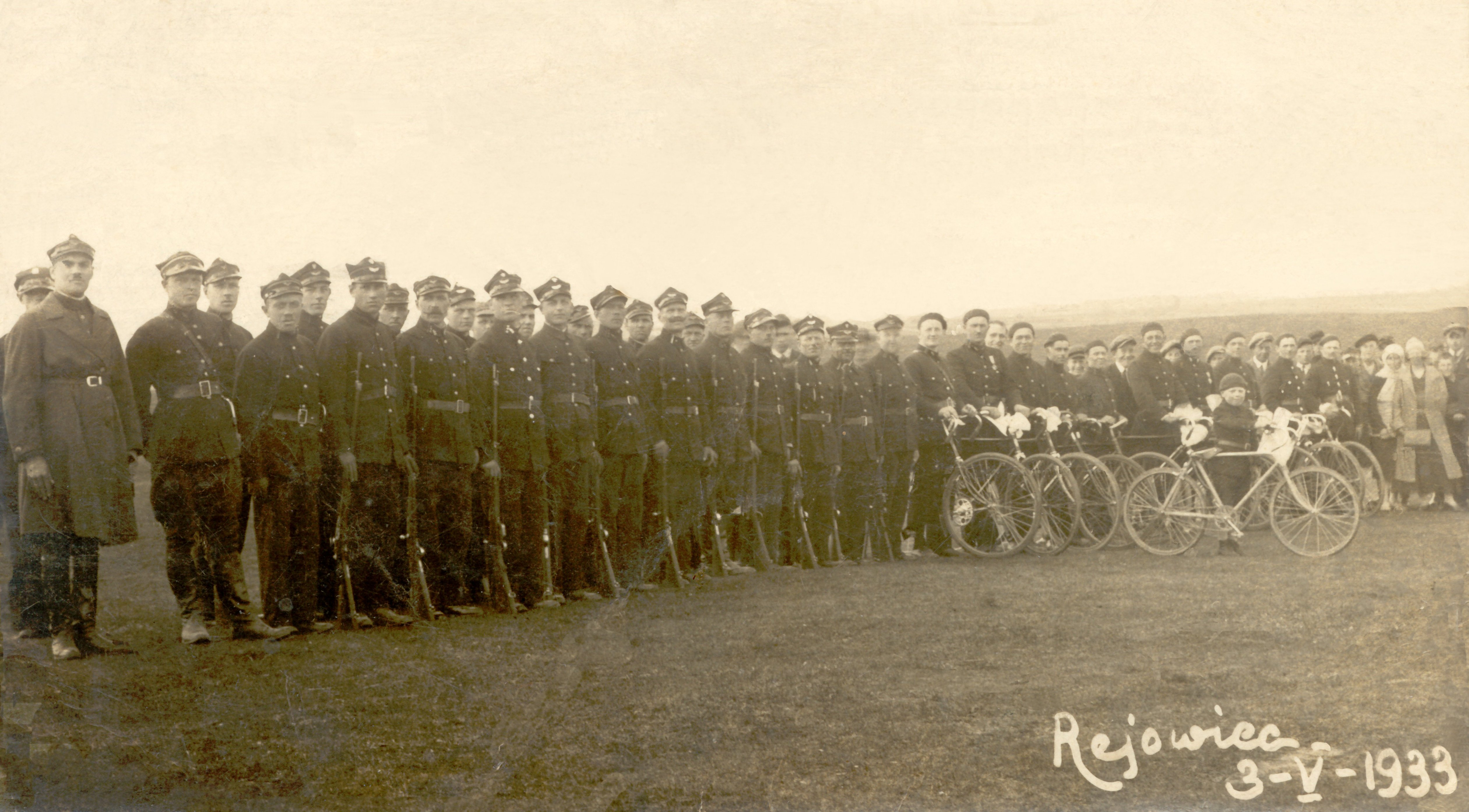
Załoga stacji PKP, 3 maja 1933

Miasto stanowi znaczący węzeł kolejowy. Linie kolejowe łączą Rejowiec Fabryczny z Chełmem, Zamościem oraz Lublinem.

## Struktura powierzchni
Według danych z 2002 Rejowiec Fabryczny ma obszar 14,36 km², w tym:
- użytki rolne: 70%
- użytki leśne: 1%

Miasto stanowi 0,81% powierzchni powiatu.

## Demografia
w 2017 r. liczba mieszkańców Rejowca Fabrycznego wynosiła 4396). Dane z 30 czerwca 2017:
| Opis                              | Ogółem | Ogółem | Kobiety | Kobiety | Mężczyźni | Mężczyźni |
| --------------------------------- | ------ | ------ | ------- | ------- | --------- | --------- |
| jednostka                         | osób   | %      | osób    | %       | osób      | %         |
| populacja                         | 4396   | 100    | 2364    | 51,4    | 2236      | 48,6      |
| gęstość zaludnienia (mieszk./km²) | 308    | 308    | 164,6   | 164,6   | 155,7     | 155,7     |

- Piramida wieku mieszkańców Rejowca Fabrycznego w 2014 roku[10].

## Przedsiębiorstwa z siedzibą w Rejowcu Fabrycznym
- Zakład Cementownia Rejowiec należący do Grupy Ożarów SA
- Reybud Sp. z o.o. – producent okien, skład budowlany
- PB Pawłowianka – przedsiębiorstwo bednarskie
- CERAMIT – pracownia garncarska

## Sport
- Sparta Rejowiec Fabryczny – klub piłkarski, rozgrywający mecze na Stadionie Miejskim im. Kazimierza Górskiego przy ul. Lubelskiej 16, mieszczącym 3000 widzów (w tym 200 miejsc siedzących)[11].

## Administracja
Rejowiec Fabryczny jest członkiem stowarzyszenia Unia Miasteczek Polskich.

## Zabytki
- Dwór Kiwerskich w Rejowcu Fabrycznym

## Szlaki turystyczne
Pieszy szlak turystyczny:  – Szlak Ariański
Rowerowy szlak turystyczny: Szlak Mikołaja Reja
Szlak Stawów Kańskich